# Paavo Yrjölä

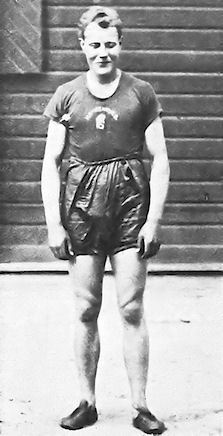
Paavo Yrjölä 1927

Paavo Ilmari Yrjölä (* 18. Juni 1902 in Hämeenkyrö; † 11. Februar 1980 ebenda) war ein finnischer Sportler. Sein größter Erfolg war der Sieg im Zehnkampf bei den Olympischen Spielen 1928 in Amsterdam.
Yrjölä nahm an den Olympischen Spielen 1924 in Paris teil und belegte dort den neunten Platz im Zehnkampf. Vier Jahre später gewann er mit 6587 Punkten die Goldmedaille. Zudem wurde der Finne mit dem Spitznamen hämeenkyrön karhu (Der Bär von Hämeenkyrö) Neunter im Kugelstoßen. Bei seiner letzten Olympiateilnahme 1932 in Los Angeles belegte er im Zehnkampf noch einmal den sechsten Platz.

## Persönliche Bestleistungen und Erfolge
100-Meter-Lauf: 11,6 s

Weitsprung: 6,76 m

Kugelstoßen: 14,72 m

Hochsprung: 1,87 m

400-Meter-Lauf: 51,9 s

110-Meter-Hürdenlauf: 15,5 s

Diskuswurf: 43,26 m

Stabhochsprung: 3,30 m

Speerwurf: 62,15 m

1500-Meter-Lauf: 4:26,8 min
In Finnland wurde er zwischen 1925 und 1927 drei Mal nationaler Meister im Zehnkampf. Vom 18. August 1926 bis zum 20. August 1930 hielt Yrjölä den Weltrekord im Zehnkampf. Er verbesserte ihn insgesamt dreimal.